# 崖城13-1氣田
崖城13-1氣田為中國首個發現的海上天然氣田，位於瓊東南盆地，與海南島南部相距91公里，曾由中外合營，目前由中國海洋石油全資持有及運作。

## 概要
崖城13-1氣田位於海南島以南91公里的水域，面積為53平方公里，開發初期設有6個鑽井及1個處理平台，後期鑽井再增加至15座，並因應英國石油公司的要求，於2004年加建生活平台。
另外，氣田設有兩條天然氣管道，分別連接香港龍鼓灘發電廠與珠海市，以及三亞南山天然氣基地，並接通鄰近其他氣田。

## 歷史
因應中央政府引進外資的政策，當局推出南海沿岸多個油氣田的開採權，當中此氣田由美國阿科公司與聖太菲礦業公司投得，分別佔34%及15%權益。至1983年8月5日，勘探人員於崖城13-1氣田現址完成鑽探，確定氣田存在。
然而，由於1980年代天然氣價格低迷，加上潛在客戶不足，此氣田的開發曾一度停滯9年。期間，香港中華煤氣曾與中海油及阿科公司接洽，有意從此氣田引進天然氣，但計劃最終於1991年告吹。
隨著香港中華電力於1992年決定購入崖城13-1氣田生產的天然氣，開發工作亦告恢復，並於1996年1月1日正式投產。而在興建期間，聖太菲礦業於1993年將其所佔的15%氣田權益，轉售予科威特海外石油公司。
2004年1月1日，中海油替代英國石油，直接管理崖城13-1氣田。
2022年5月尾，隨著中海油向英、科雙方回購此氣田的部分權益，此氣田亦改由中海油全資持有。
由於氣田原有鑽井日漸枯竭，中海油計劃於2023年在上述鑽井進行側鑽工程，以維持原有供氣量。

## 註解
1. ↑  與1個採油平台連繫
2. ↑  於2000年被英國石油收購